# Piper cunninghamii
Piper cunninghamii är en pepparväxtart som beskrevs av Truman George Yuncker. Piper cunninghamii ingår i släktet Piper och familjen pepparväxter. Inga underarter finns listade i Catalogue of Life.